# 湖中的女人
《湖中的女人》（英語：The Lady in the Lake）是雷蒙德·钱德勒在1943年创作的侦探小说，小说讲述了洛杉矶私家侦探菲力普·马罗的故事。小说情节围绕着距离城市约80英里（130公里）的一座小山城中一名失踪妇女的案件而展开。这本书是在珍珠港袭击后不久写的，书中多次提到美国最近被卷入二战。

## 情节
富商德雷斯·金斯利雇佣马罗去寻找分居的妻子克里斯特尔，因为金斯利曾收到克里斯特尔发来的电报，说她要和他离婚，并和她的男友克里斯·拉威利结婚，但当金斯利撞见他时，拉威利却说没见过她，也不知道她在哪儿。
马罗从邻近的海湾城的拉威利身上开始了调查。在观察拉威利家的时候，马罗受到了警察阿尔·德加莫的威胁，他怀疑他骚扰了拉威利的邻居阿尔摩博士。马罗发现奥尔默的妻子死于非命，她的死可能被警方掩盖了。
随后，马罗把他的调查重心转移到金斯利在小鹿湖的度假小屋。金斯利给了管理员比尔·切斯特一张纸条。在克里斯特尔失踪的同时，他的妻子穆丽尔也抛弃了他。当马罗和切斯特在小屋外巡视时，他们发现了一具被淹死的尸体，切斯特竟认出这是他的妻子，然而尸体因腐烂而膨胀，除了衣服和珠宝几乎无法辨认。于是切斯特因谋杀妻子被捕，马罗满腹狐疑地回到了洛杉矶。在路上，他询问了一些酒店员工，这些员工都记得一个与克里斯特尔长相相符的女人，并表示有一个男人和她在一起，他们对那个人的描述很像拉威利。
马罗回到海湾城，再次调查拉威利。在那里，他碰到了法尔布鲁克太太，她声称她是房东，而且在房子的楼梯上发现了一把枪。她离开后，马罗确定枪已经被开过火了，经过一番搜查，他发现拉威利在浴室里被谋杀了。随后他回到金斯莱那里，金斯利给了他一笔证明克里斯托没有干那件事的奖金。马罗回到拉威利家，并打电话给警察，报告了这起谋杀。
回到办公室后，马罗发现金斯利的秘书给了他一张纸条，上面写着阿尔摩博士岳父母的地址。马罗拜访了他们，得知阿尔摩的护士名叫米尔德丽德·哈维兰德。他们还告诉他，他们认为医生给他们的女儿下了药，然后把她关进车库，发动了汽车，从而杀死了她。他们雇佣的侦探因酒后驾车而入狱，现在与他们没有联系。马罗去了侦探的家，遭到了他妻子的拒绝，随后他就被一辆警车跟随。和那个被他们雇佣的侦探一样，警察强迫他喝酒，并以超速、拒捕和酒后驾车的罪名逮捕了马罗。但马罗说服了警长，证明自己是无辜的，并被释放。
回到办公室后，马罗接到金斯利的电话，金斯利告诉他，克里斯特尔来过电话，并向他索要500美元。金斯莱把钱交给马罗转交，当他在约定的地点与克里斯特尔见面时，马罗坚持要克里斯特尔在收到钱之前回答他的问题，克里斯特尔同意了，但只能在她住的公寓附近回答。在那里，马罗指控她是杀害拉威利的凶手。当克里斯特尔拔出枪对准马罗时，有人从背后用闷棍袭击了他。
马罗醒来时满身是杜松子酒的臭味，克里斯特尔赤身裸体地躺在床上，被勒死，浑身是血。很快，海湾城的警察就开始敲门。德加莫试图诬陷马罗谋杀，但马罗劝他说，他们两个可以更轻易地诬陷金斯利。随后，他们一起去小鹿湖寻找证据。
在小屋的最后一场对峙中，马罗透露，在海湾城被谋杀的女人，被认为是克里斯特尔·金斯利，实际上是米尔德丽德·哈维兰德，在嫉妒的愤怒中被她的前夫艾尔·德加莫杀死。在小鹿湖被谋杀的女人，被认为是穆里尔·切斯特，实际上是克里斯特尔·金斯利，她被米尔德丽德·哈维兰德杀死，然后她盗用了她的身份。米尔德丽德以前是阿尔摩医生的护士，是她杀了他的妻子和拉威利。
德加莫试图逃跑，但在穿越一座大坝时被杀。这座大坝由战时的哨兵守卫，他们受命射杀潜在的破坏者。

## 改编
与1947年的同名电影一样，1948年2月9日，一部60分钟的改编电影作为勒克斯广播剧场的一部分播出，其中罗伯特·蒙哥马利和奥黛丽·托特再次扮演了电影角色。小说的广播改编版也在英国播出：Bill Morrison的改编作品作为The BBC Presents: Philip Marlowe的一部分于1977年11月7日播出，斯蒂芬·怀亚特的改编作品在BBC广播四台于2011年2月12日播出。